# كوستادين فازيلينوف غادزالوف
كوستادين فازيلينوف غادزالوف (بالبلغارية: Костадин Гаджалов)‏ (20 يونيو 1989 ببلوفديف في بلغاريا - ) هو لاعب كرة قدم بلغاري في مركز الدفاع. شارك مع منتخب بلغاريا تحت 19 سنة لكرة القدم ومنتخب بلغاريا تحت 21 سنة لكرة القدم. أما مع النوادي، فقد لعب مع نادي بوتيف بلوفديف ونادي دوبرودزا دوبريتش ونادي لوكوموتيف بلوفديف وإتار 1924 فيليكو ترنوفو ‏ وOFC Bdin Vidin ‏ ونادي دندي.

## روابط خارجية
- كوستادين فازيلينوف غادزالوف على موقع قاعدة بيانات كرة القدم.إي يو (الإنجليزية)
- كوستادين فازيلينوف غادزالوف على موقع Soccerway.com (الإنجليزية)